# Rhein-Freileitungskreuzung Reisholz

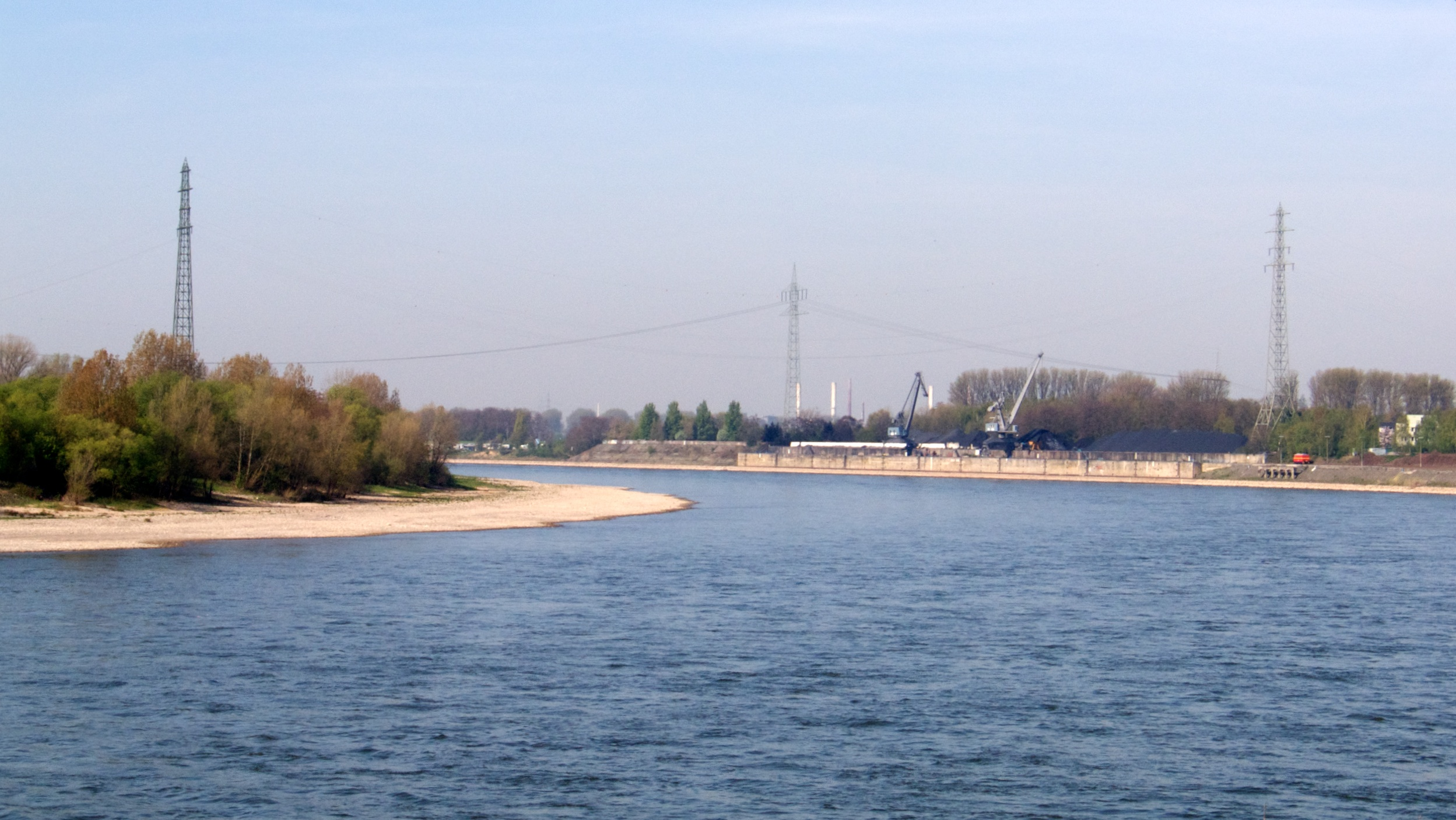
Gesamtansicht aus nordöstlicher Richtung 2010

Die Rhein-Freileitungskreuzung Reisholz war eine Freileitungskreuzung über den Rhein zwischen Düsseldorf-Holthausen und dem Zonser Grind in Dormagen. Sie überquerte den Rhein mit einer Spannweite von 375 Metern südlich des Umspannwerks Holthausen. Die 1953 neu errichteten Masten der Kreuzung wurden Ende 2016 von der Westnetz demontiert.

## Geschichte

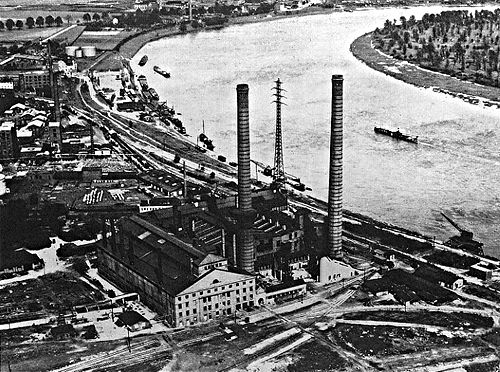
Das Kraftwerk Reisholz um 1930, zwischen den beiden Schornsteinen der rechtsrheinische Mast der Rheinkreuzung

Die Rheinkreuzung bei Düsseldorf-Reisholz gehörte zu den ältesten Hochspannungsverbindungen in Deutschland. Schon 1917 baute das RWE eine 110-kV-Leitung vom Goldenbergwerk (damals Vorgebirgszentrale) in Hürth südlich von Köln zum Düsseldorfer Kraftwerk Reisholz. Diese war Teil eines nach dem Ersten Weltkrieg im Rheinland entstandenen Netzes, das die Kraftwerke im Rheinland, im Ruhrgebiet und im Bergischen Land untereinander sowie mit den Anlagen des rheinischen Braunkohlenreviers verband. Dadurch entwickelte sich das RWE vom regionalen Stromerzeuger zum überregionalen Energieversorger.
Im Jahr 1953 wurden die Masten der Rheinkreuzung neu gebaut und für vier Stromkreise in doppelter Donaumast-Anordnung ausgelegt. Diese 88 Meter hohen Masten trugen auf den oberen beiden Traversen zwei 110-kV- und den unteren beiden zwei 30-kV-Stromkreise. Die Leitungen auf den unteren Traversen dienten zur Anbindung des Wasserwerkes auf dem Grind in Dormagen. Obwohl das Kraftwerk Reisholz 1966 stillgelegt und 1974 abgerissen wurde, blieb das Umspannwerk bis heute erhalten.
Noch bis etwa 2004 waren alle über die Freileitungskreuzung verlaufenden Leitungen in Betrieb. Zwischen dem Umspannwerk St. Peter und dem Umspannwerk Reisholz existierte ein Abschnitt der ursprünglich vom Goldenbergwerk führenden Leitung auf den 1917 errichteten Masten. Wegen des hohen Alters der Masten und der mittlerweile dichteren Netzvermaschung wurde die Leitung ersatzlos demontiert. Seitdem diente die nur noch aus vier Masten samt Kreuzungsmasten bestehende Leitung nur noch der Führung zweier 30-kV-Leitungen über den Rhein zum Wasserwerk.
Die Stromversorgung des Wasserwerks wurde 2013 geändert, sodass die beiden 30-kV-Leitungen stillgelegt wurden. Da für diese keine weitere Verwendung bestand, wurde die Rheinkreuzung von Oktober bis Jahresende 2016 abgebaut.

## Sonstiges
Der Tragmast am rechten Rheinufer wies insofern eine Besonderheit auf, als er über dem Anschlussgleis des Umspannwerks Holthausen stand. Er war damit sehr wahrscheinlich der einzige Hochspannungsmast in Deutschland, unter dessen Beinen eine Bahnlinie hindurchführte.
Wenige hundert Meter stromabwärts befindet sich eine 220-kV-Freileitungskreuzung jüngeren Baujahres, die das Umspannwerk Holthausen mit dem in St. Peter verbindet.

## Koordinaten der Maste
- Nordwestlicher (rechtsrheinischer) Mast
- Südöstlicher (linksrheinischer) MastKoordinaten: 51° 9′ 30,1″ N, 6° 50′ 9,7″ O (Bild von 1953)